# Taamusi Qumaq
Taamusi Qumaq (1er janvier 1914 à Niqsiturlik, Nunavik, Québec - 13 juillet 1993 à Puvirnituq, Nunavik) est un historien, linguiste, écrivain et homme politique. Il a été un chef et ardent défenseur de la culture inuite. Il s'est opposé à la convention de la Baie-James. Il a publié une encyclopédie de la langue inuktitut. En 2010, les Presses de l'Université du Québec publient sous forme de livre sa biographie, intitulée Je veux que les Inuit soient libres de nouveau. En 2020, sa biographie a été publiée en édition bilingue français et inuktitut dans la collection «Jardin de givre» des Presses de l'Université du Québec, sous le titre Je veux que les Inuit soient libres de nouveau. Autobiographie (1914-1993). ᐃᓄᓐᓂᒃ ᐃᓱᒣᓐᓇᕿᖁᔨᒋᐊᓪᓚᐳᖓ ᐃᓅᓯᕐᒥᓂᒃ ᐊᓪᓚᑐᕕᓂᖅ (1914-ᒥᑦ 1993-ᒧᑦ).

## Honneurs
- 1989 - Chevalier de l'Ordre national du Québec[4]
- 1992 - Membre de l'Ordre du Canada